# Уожан

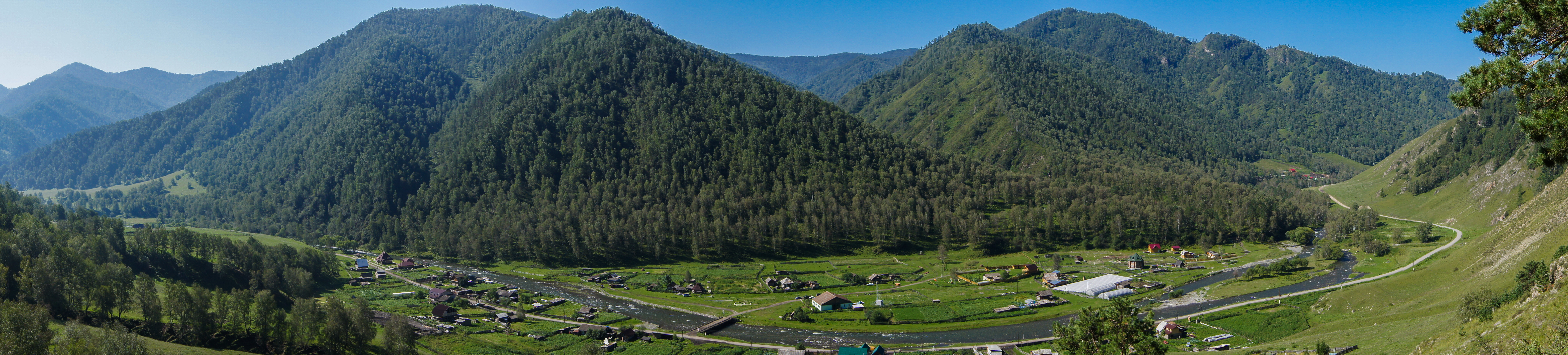
Вид на село

Уожан (рос. Уожан) — село Чемальського району, Республіка Алтай Росії. Входить до складу Чемальського сільського поселення.
Населення — 79 осіб (2015 рік).